# Brian Redman
Brian Redman (ur. 8 marca 1937 w Colne) – brytyjski kierowca wyścigowy formuły 1 w latach 1968, 1970–1974. Jeździł w bolidzie zespołów Cooper, Williams, Surtees, McLaren, BRM, Shadow. Wystartował w 15 wyścigach formuły 1, raz stawając na podium, lecz nigdy nie wygrywając. Uczestniczył także w wyścigach 24h Le Mans.